# Potenciometrie
Potenciometrie je elektrochemická analytická metoda založená na měření rovnovážného napětí (elektromotorického napětí) článku, který je složen z měrné (indikační) a srovnávací (referentní) elektrody.
Elektrický potenciál měrné elektrody závisí na koncentraci stanovované látky, potenciál srovnávací elektrody je konstantní. Rovnovážné napětí, které je rozdílem těchto dvou potenciálů, je mírou koncentrace sledované látky.
Elektrody se v potenciometrii rozdělují podle dvou hledisek:
1. Podle stálosti jejich potenciálu
  - indikační
  - srovnávací
2. Podle mechanismu ustavení jejich potenciálu
  - elektrody I., II. a III. druhu
  - iontově selektivní (membránové) elektrody

## Přímá potenciometrie
Přímou potenciometrií lze stanovit koncentraci daných iontů pomocí odpovídající selektivní elektrody. Jako měrná elektroda se většinou používá skleněná, jako referentní argentochloridová. Ze změřeného napětí článku se přímo určí obsah stanovované složky.
K měření se používají potenciometry, jejichž poddruhem je i pH metr.

## Potenciometrická titrace
Pomocí potenciometrické titrace se hledá bod ekvivalence. Měří se při ní rovnovážné napětí článku po každém přídavku odměrného roztoku a z naměřených hodnot se poté sestavuje titrační křivka. Potenciometrická titrace je použitelná pro všechny typy titrací.
Referentní elektroda článku bývá nejčastěji merkurosulfátová, typ měrné elektrody závisí na druhu titrace:
- neutralizační titrace – skleněná elektroda
- srážecí titrace – stříbrná elektroda v argentometrii, iontově selektivní elektroda
- komplexotvorná titrace – iontově selektivní elektroda
- redoxní titrace – platinová redoxní elektroda

Titrace se většinou provádí ručně, avšak existují i automatické titrátory, které po titraci i samy sestrojí titrační křivku.